# Pauče
Pauče este un sat din comuna Pljevlja, Muntenegru. Conform datelor de la recensământul din 2003, localitatea are 56 de locuitori (la recensământul din 1991 erau 52 de locuitori).

## Demografie
În satul Pauče locuiesc 43 de persoane adulte, iar vârsta medie a populației este de 44,0 de ani (46,5 la bărbați și 42,4 la femei). În localitate sunt 14 gospodării, iar numărul mediu de membri în gospodărie este de 4,00.
Această localitate este populată majoritar de sârbi (conform recensământului din 2003).
|  |

| Demografie | Demografie | Demografie |
| An         | Locuitori  | Locuitori  |
| ---------- | ---------- | ---------- |
|            |            |            |
|            |            |            |
|            |            |            |
|            |            |            |
| 1948       | 100        |            |
| 1953       | 113        |            |
| 1961       | 133        |            |
| 1971       | 131        |            |
| 1981       | 88         |            |
| 1991       | 52         | 52         |
| 2003       | 56         | 56         |

| \| Componența etnică conform recensământului din 2003[2] \| Componența etnică conform recensământului din 2003[2] \| Componența etnică conform recensământului din 2003[2] \| Componența etnică conform recensământului din 2003[2] \| Componența etnică conform recensământului din 2003[2] \| \| ----------------------------------------------------- \| ----------------------------------------------------- \| ----------------------------------------------------- \| ----------------------------------------------------- \| ----------------------------------------------------- \| \| \| \| \| \| \| \| Sârbi \| Sârbi \| \| 52 \| 92,85% \| \| Muntenegreni \| Muntenegreni \| \| 4 \| 7,14% \| \| necunoscută \| necunoscută \| \| 0 \| 0% \| |              |  |    |        |
| Componența etnică conform recensământului din 2003 |              |  |    |        |
| |              |  |    |        |
| Sârbi | Sârbi        |  | 52 | 92,85% |
| Muntenegreni | Muntenegreni |  | 4  | 7,14%  |
| necunoscută | necunoscută  |  | 0  | 0%     |